# Dolíchi (Larissa)
Dolíchi, en grec moderne : Δολίχη, est un village du dème d'Elassóna, dans le district régional de Larissa, en Thessalie, Grèce.
Selon le recensement de 2011, la population du village compte 430 habitants.
Le village est situé à 62 km de Larissa, 23 km d'Elassóna, 49 km de Kateríni, 77 km de Kozáni, 120 km de Thessalonique et 416 km d'Athènes. L'accès au village se fait uniquement par la route. Il est implanté à cinq km du côté ouest du mont Olympe, au pied de la colline Profítis Ilías  (Προφήτης Ηλίας).
Dolichós (Dolíchi, dolcihón) signifie en français : long, allongé. Il est donc possible que Dolíchi doive son nom à sa forme étroite et longue. Le Dolichos est également l'épreuve de course à pied de longue distance, un ancien sport des Jeux olympiques antiques qui a été introduit lors de la 15e Olympiade en 720 avant notre ère. La distance parcourue par les athlètes était de 24 stades et équivalait à environ 4 614 mètres. Il est possible qu'il y ait un lien entre le village antique de Doliché, situé au lieu-dit Kastri à quelques kilomètres de l'actuel village de Dolíchi.